# Modlimowo (gromada)
Modlimowo – dawna gromada, czyli najmniejsza jednostka podziału terytorialnego Polskiej Rzeczypospolitej Ludowej w latach 1954–1972.
Gromady, z gromadzkimi radami narodowymi (GRN) jako organami władzy najniższego stopnia na wsi, funkcjonowały od reformy reorganizującej administrację wiejską przeprowadzonej jesienią 1954 do momentu ich zniesienia z dniem 1 stycznia 1973, tym samym wypierając organizację gminną w latach 1954–1972.
Gromadę Modlimowo z siedzibą GRN w Modlimowie utworzono – jako jedną z 8759 gromad na obszarze Polski – w powiecie łobeskim w woj. szczecińskim na mocy uchwały nr V/46/54 WRN w Szczecinie z dnia 5 października 1954. W skład jednostki weszły obszary dotychczasowych gromad Dąbie, Gostyń Łobeski, Luciąża (bez miejscowości Komorowo i Porąbka), Modlimowo i Wyszobór ze zniesionej gminy Wicimice oraz miejscowość Będkowo z dotychczasowej gromady Kocierz ze zniesionej gminy Płoty w tymże powiecie. Dla gromady ustalono 12 członków gromadzkiej rady narodowej.
1 stycznia 1958 gromadę Modlimowo włączono do powiatu gryfickiego w tymże województwie.
31 grudnia 1959 z gromady Modlimowo wyłączono miejscowości Bądkowo, Gostyń Łobeski i Gostyński Bród, włączając je do gromady Płoty w tymże powiecie, po czym gromadę Modlimowo zniesiono, włączając jej (pozostały) obszar do gromady Wicimice w tymże powiecie.